# Giro dell'Appennino 1991
Il Giro dell'Appennino 1991, cinquantaduesima edizione della corsa, si svolse il 5 maggio 1991, su un percorso di 209 km. La vittoria fu appannaggio del belga Dirk De Wolf, che completò il percorso in 5h20'00", precedendo gli italiani Gianni Bugno e Claudio Chiappucci.
I corridori che partirono furono 104, mentre coloro che tagliarono il traguardo di Pontedecimo furono 23.

## Ordine d'arrivo (Top 10)
| Pos. | Corridore             | Squadra            | Tempo    |
| ---- | --------------------- | ------------------ | -------- |
| 1    | Dirk De Wolf          | Tonton Tapis-GB    | 5h20'00" |
| 2    | Gianni Bugno          | Gatorade           | a 5"     |
| 3    | Claudio Chiappucci    | Carrera Jeans      | s.t.     |
| 4    | Stefano Della Santa   | Amore & Vita       | s.t.     |
| 5    | Leonardo Sierra       | Selle Italia-Vetta | s.t.     |
| 6    | Gianni Faresin        | ZG Mobili          | s.t.     |
| 7    | Stefano Cortinovis    | Colnago-Lampre     | s.t.     |
| 8    | Jean-François Bernard | Banesto            | s.t.     |
| 9    | Roberto Conti         | Ariostea           | a 58"    |
| 10   | Moreno Argentin       | Ariostea           | s.t.     |